# شبرا ملكان
شبرا ملكان إحدى قرى مركز المحلة الكبرى التابع لمحافظة الغربية بجمهورية مصر العربية.

## التاريخ
ذكرها علي مبارك في كتابه الخطط التوفيقية باسم شبرى ملكان، حيث ذكر أنها قرية في مديرية الغربية بقسم سمنود، وأن بها جامع ومهنة أهلها الزراعة.

## التعليم
تصل نسبة الأمية في القرية إلى 30.57% بين من تجاوزوا العاشرة من عمرهم، بينما تصل نسبة من حصلوا على تعليم جامعي إلى 4.57% من جملة السكان.

## السكان
بلغ عدد سكان شبرا ملكان 11,758 نسمة حسب تقدير عام 2018.
| السنة  | 1882 | 1897 | 1907 | 1927 | 1947 | 1960 | 1976 | 1986 | 1996 | 2006  | 2018   |
| ------ | ---- | ---- | ---- | ---- | ---- | ---- | ---- | ---- | ---- | ----- | ------ |
| القرية | 861  | 1166 | 1278 | 1545 | 2141 | 3289 | 4673 | 5856 | 7062 | 8,257 | 11,758 |